# Villas de Nice

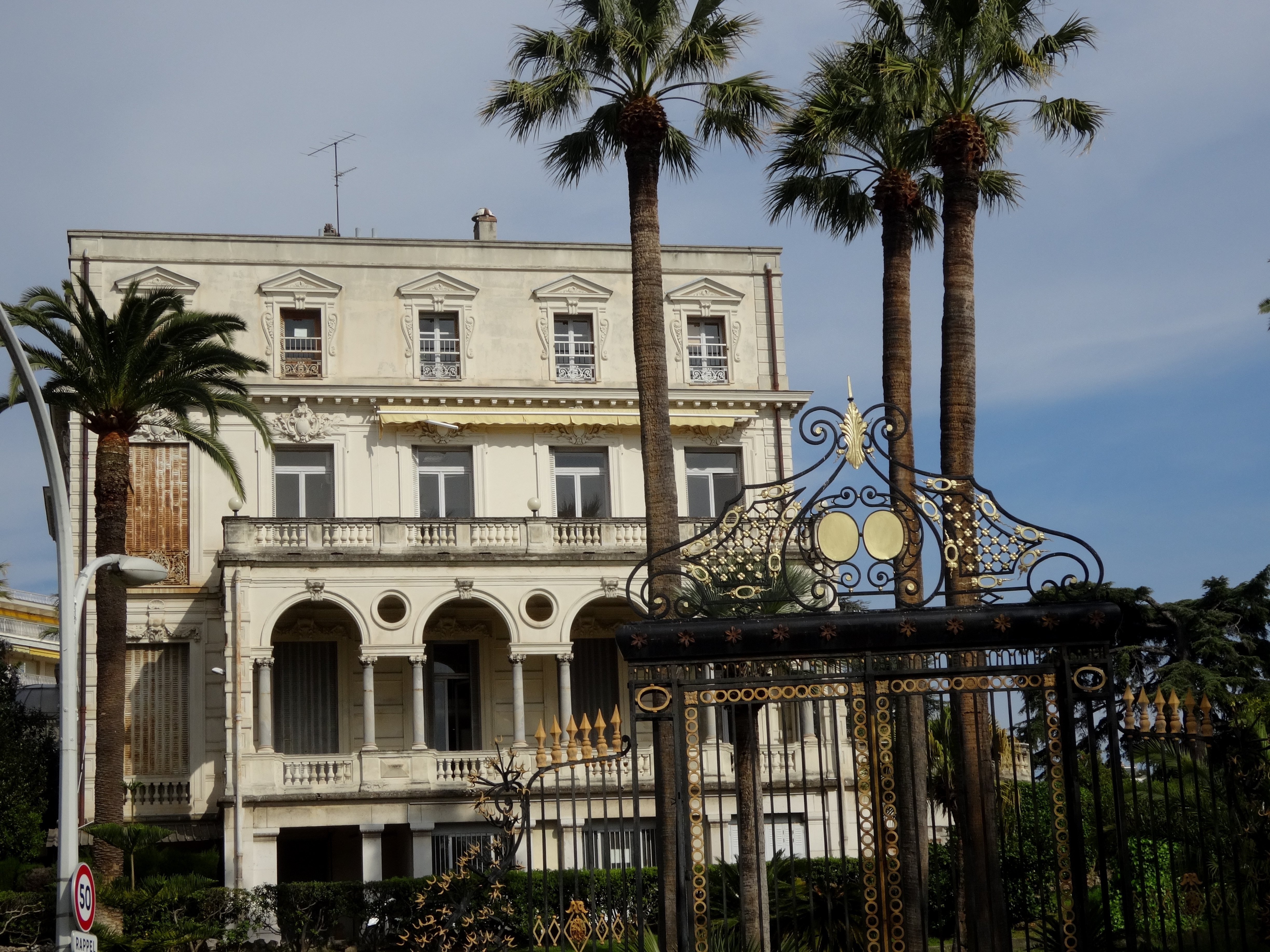
Villa Paradiso

Les villas de Nice sont des édifices de villégiature d'hivernants qui présentent une ou des références stylistiques architecturales depuis son annexion en 1860.
L'architecture édilitaire locale (gare, lycée, préfecture, églises, poste…) s’inspire principalement des œuvres de styles français. À part quelques courants minoritaires (gothique et orientale) et sans lendemain, la majorité des bâtiments privés puise ses modèles dans le riche patrimoine de la Renaissance italienne et cela jusqu'en 1939. Après la Seconde Guerre mondiale, l'italomanie est remplacée sur la Côte d'Azur par le style néo-provençal.

## Les villas par ordre alphabétique d'appellation
- Villa des Arènes (anciennement palais Gubernatis), occupée, depuis 1963, par le musée Matisse, 164 avenue des Arènes-de-Cimiez. Édifice du XVIIe siècle  où séjourna Paul Matisse. Quartier de Cimiez.
- Villa Arson, 20 avenue Stephen-Liégeard. Après diverses occupations et de grosses modifications, héberge depuis 1972 une école d'art.
- Villa Beau Site, 17 rue du Mont-Boron
- Villa La Belle Époque, 18 rue Cronstadt. Architecte : Michel de Tarnowski, un sculpteur. 1909. Quartier des Musiciens
- Villas Castor et Pollux, mitoyennes situées boulevard Franck-Pilatte Images
- Villa de Châteauneuf , sur la colline de Gairaut
- Villa Furtado-Heine, 121 rue de France. Actuellement propriété des Armées pour résidences ; encore appelée « Villa des Officiers ».
- Villa-château de Gairaut.
- Villa Georges, boulevard Dubouchage - Photo : détail nominatif
- Villa Guès, 38 rue Pastorelli. Plein centre, cabinets du secteur tertiaire. Photos : Vue générale, Entrée nominative sur la rue, L'entrée cachée dans le jardin
- Villa Kotschoubey architecte Constantin Scala, (1878), devenu le musée des beaux-arts de Nice, avec perte des deux tiers de ses jardins dans des opérations immobilières.
- Villa Lairolle, 8 avenue Maréchal-Foch - 1904. Architecte : Hans-Georg Tersling. Propriété privée. Quartier carabacel Photos : vue des façades NE et SE, détail nominatif.
- Villa Lynwood, avenue de Brancolar à Cimiez, lieu de mémoire de la Seconde Guerre mondiale, 1943[2].
- Villa Majestic, 2bis bd de Cimiez-Quartier carabacel Photos : Vue générale, Détail sur la façade
- Villa Masséna ou palais Masséna. Musée de la Ville de Nice. Rue de France, quartier des musiciens.
- Villa Nobili, 94 avenue George V à Cimiez.
- Villa Orlamonde. Devenue le palais Maeterlinck.
- Villa Paradisio, architecte Constantin Scala, conservatoire régional de Musique avant son transfert dans un bâtiment neuf en 2006. Bd de Cimiez.
- Villa Passiflores (située dans l'enceinte de la faculté de Droit), 7 avenue du Doyen-Louis-Trotabas.
- Villa El Patio, 27 boulevard du Parc-Impérial (1906-1908).
- Villa Rambourg (actuelle bibliothèque patrimoniale Romain Gary, boulevard Dubouchage - Photos : Vue générale
- Villa Rosalia, 8 rue Berlioz - Images et visite du quartier
- Villa Royale, 15 rue Maréchal Joffre, un des plus anciens bâtiments du quartier datant au moins du 1870 (elle figure déjà sur le plan du cadastre du 01/01/1870), originairement sur trois étages, surélevée jusqu'à six étages avec addition d'une nouvelle partie (probablement dans les années 1940) et changement complet de la façade en lui faisant perdre le cachet original.
- Villa Reizian, 33 avenue Émile-Bieckert - 1911 - Architecte : Guilbert.
- Villa Sagesse, impasse au fond de la rue d'Urfé - Images et visite
- Villa Victoria, 33 boulevard Victor-Hugo. Hôtel 3 étoiles à ce jour.
- Villa Zofia, 87 quai des États-Unis